# Neuse
La Neuse (en anglais Neuse River) est un cours d'eau de l'est des États-Unis. Originaire du Piedmont, il se jette dans la baie de Pamlico près de New Bern, en Caroline du Nord.

## Géographie
Le Neuse naît au confluent des rivières Flat et Eno près de Durham en Caroline du Nord,,. Elle se jette dans la baie de Pamlico juste à l'est de Maw Point Shoal près d'Hobucken,.
Typique des rivières de la plaine côtière de Caroline du Nord, la Neuse traverse un bassin de basses-terres marécageuses. Une exception intéressante est constituée par les falaises de la Neuse près de Goldsboro, où la rivière se taille une gorge d'une trentaine de mètres de large dans le calcaire et le grès. La Neuse est sujette aux débits extrêmes, débordant souvent de son lit aux périodes humides, puis se réduisant à un filet qui peut être traversé à pied durant les sécheresses prolongées.
Elle traverse tout ou partie de sept comtés de Caroline du Nord. Les localités principales à proximité sont Durham, Neuse Township (en) Raleigh (la capitale de l'État), Smithfield, Goldsboro, Kinston et New Bern.

## Histoire

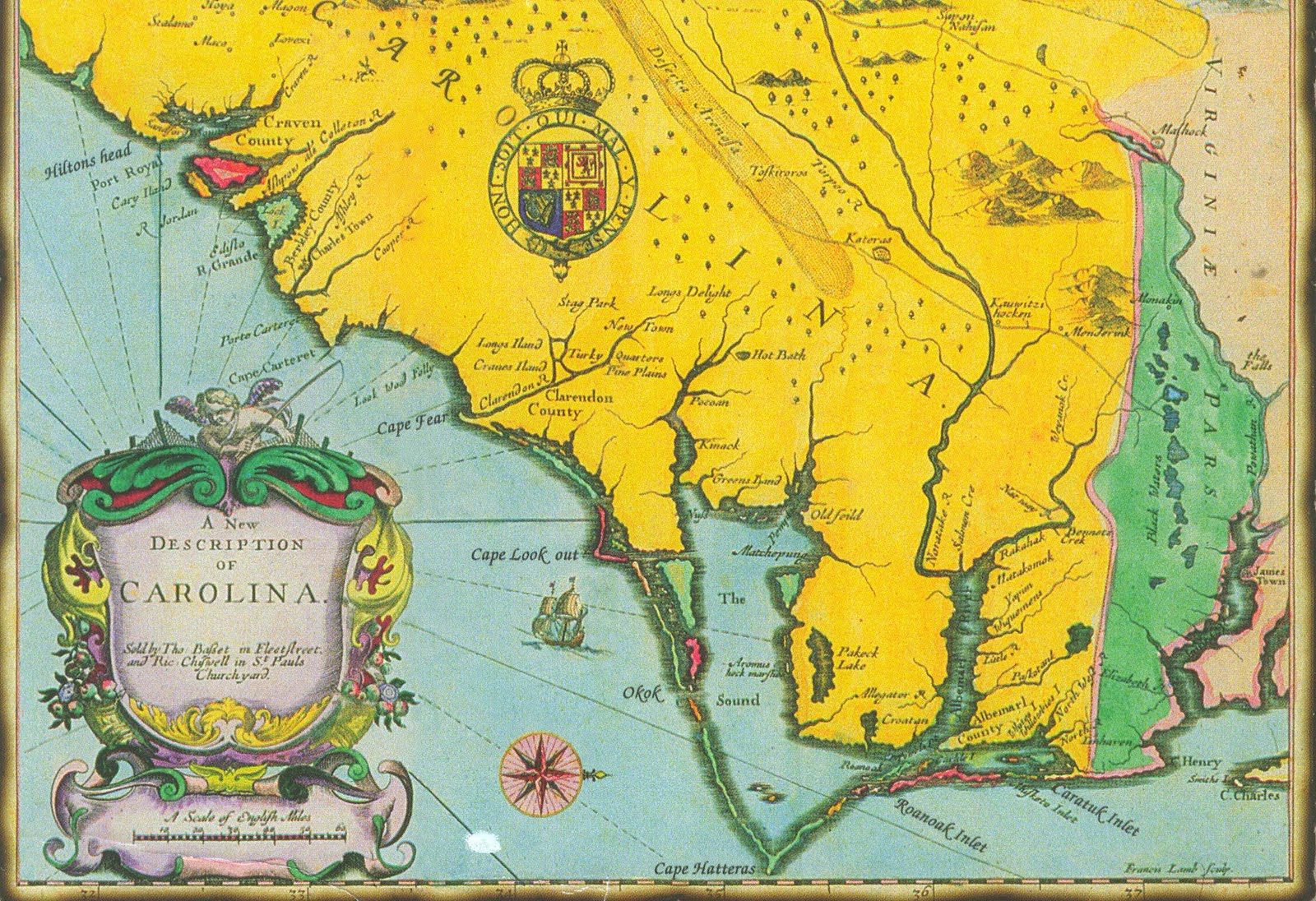
Embouchure de la Nuss dans A New Description of Carolina, gravure de Francis Lamb (London, Tho. Basset and Richard Chiswell, 1676). L'ouest se trouve en haut de la carte.

La vallée de la Neuse était déjà habitée plusieurs milliers d'années avant l'arrivée des Européens. De nombreux objets découverts sur ses rives proviennent d'établissements amérindiens d'époque préhistorique. Les études archéologiques ont révélé plusieurs vagues d'occupation successives.
La rivière porte un des trois plus anciens toponymes donné par les Anglais encore existant aux États-Unis. Les explorateurs ont nommé la Neuse d'après une tribu amérindienne connue sous le nom de Neusiok (en), avec laquelle les premières expéditions de Walter Raleigh étaient entrées en contact. Celles-ci avaient aussi nommé la région le « Neusiok ». Deux capitaines anglais, Arthur Barlowe (en) et Philip Amadas, avaient été chargés en 1584 par Raleigh d'explorer le nouveau monde. Ils débarquèrent le 2 juillet 1584 sur la côte de l'actuelle Caroline du Nord pour commencer leur recherche. Dans leur rapport à Raleigh de 1585, ils écrivent à propos de la population indienne : « ... le pays Neusiok, situé le long d'une bonne rivière appelée Neuse... » par la population locale.
En 1865, vers la fin de la Guerre de sécession, les Confédérés ont brûlé un des derniers navires cuirassés qu'ils avaient construit, le Ram Neuse, pour l'empêcher d'être capturé par les troupes de l'Union. Le niveau de la rivière avait tellement baissé qu'il ne pouvait plus descendre le courant. Son épave a été retrouvée près d'un siècle plus tard, durant une autre période de basses-eaux. Renfloué en 1963, il est aujourd'hui exposé dans un musée à Kinston.

Le CSS Neuse.
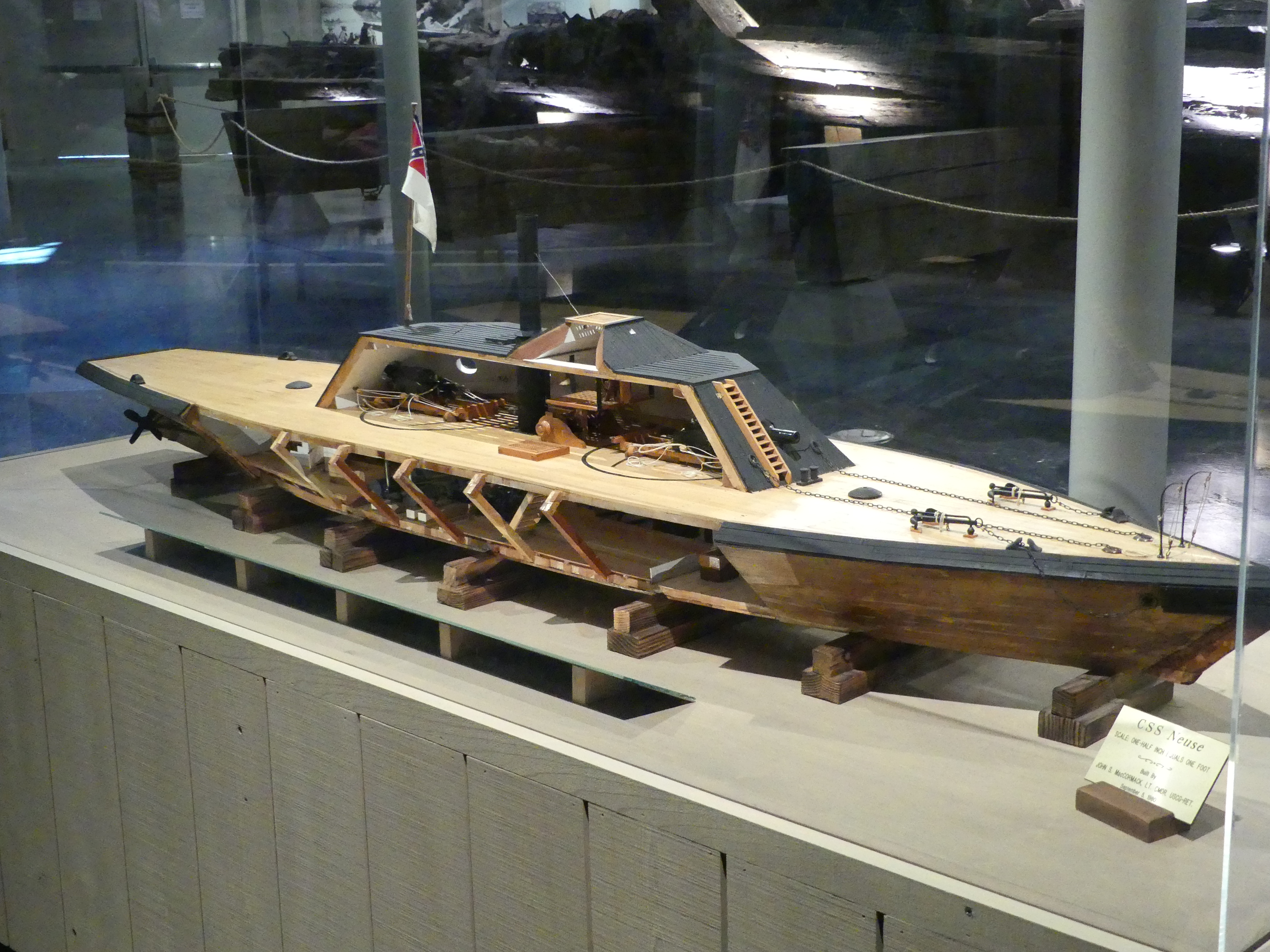
Maquette du CSS Neuse.
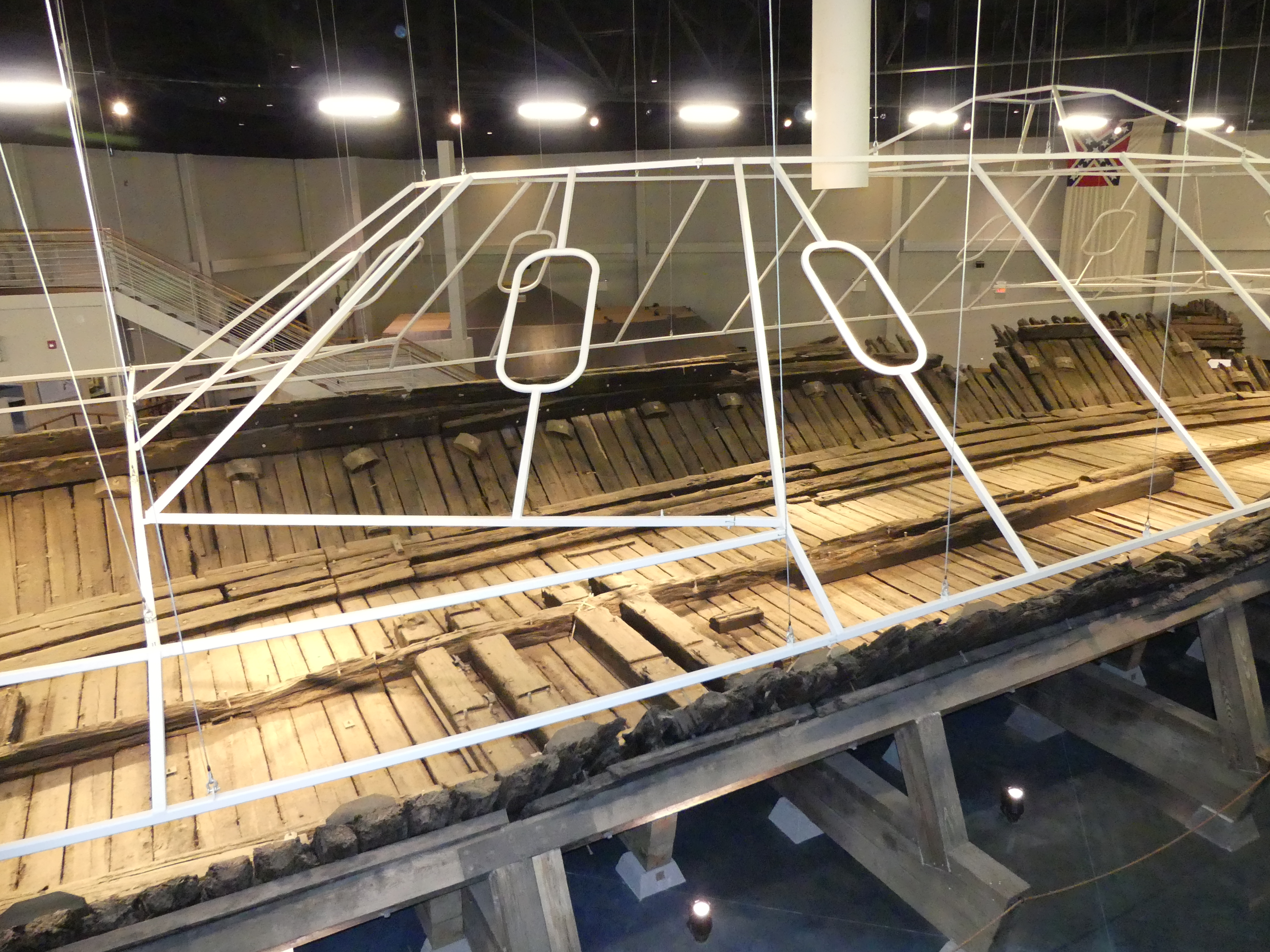
Partie conservée du navire, avec l'indication de sa forme d'origine.

Le chanteur de rhythm and blues Billy Stewart (né en 1937), est mort le 17 janvier 1970 dans un accident de la route, deux mois avant son 33e anniversaire. Sa Ford Thunderbird toute neuve approchait d'un pont sur la Neuse près de Smithfield, sans doute sur l'Interstate 95, quand elle a traversé la bande centrale, heurté la culée du pont et plongé dans la rivière, tuant Stewart et ses trois passagers sur le coup.
Le barrage de Quaker Neck a été construit en 1952 sur la Neuse au kilomètre 225 pour alimenter en eau de refroidissement une centrale électrique à vapeur. Muni d'une échelle à poissons, il a été supprimé en mai 1998, rouvrant 127 km de rivière aux poissons migrateurs.

## Qualité de l'eau

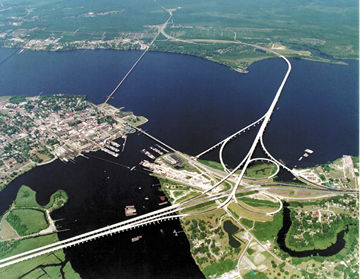
Un pont sur la Neuse à New Bern, au confluent de la Trent (en bas de la photo).

La Neuse a récemment souffert de problèmes environnementaux et de santé publique en rapport avec des rejets d'eaux usées urbaines et agricoles, des ruissellements dus à des tempêtes et d'autres sources de pollution. La pollution a été particulièrement grave après l'ouragan Fran en 1996 et l'ouragan Floyd en 1999.
Le dinoflagellé Pfiesteria piscicida (en),,, présent dans la rivière, serait responsable d'efflorescences algales quand le ruissellement apporte trop de nutriments. Cet organisme pourrait aussi y avoir causé des épisodes de morts massives de poissons.